# زید بن حسن
زید بن حسن مجتبی فرزند ارشد حسن بن علی (دومین امام شیعیان) بود. برخی وی را از یاران علی بن حسین (سجاد) می‌دانند. کنیهٔ وی ابوحسن یا ابوحسین بود.

## خانواده
زید بن حسن، بزرگترین فرزند حسن مجتبی از همسرش ام‌بشیر بنت ابومسعود از طایفهٔ بدری بود. تاریخ میلاد او نامعلوم است ولی با توجه به این‌که در سال ۱۲۰ قمری در سن ۱۰۰ تا ۹۰ سالگی درگذشت، می‌توان تشخیص داد که میان سال‌های ۲۰ تا ۳۰ قمری به‌دنیا آمده‌است. او برادر تنی نداشته ولی مادرش به‌نام ام‌الحسن از حسن مجتبی داشته‌بود. برخی مفسرین شیعه (شیخ صدوق و شیخ مفید) بر این باورند که این دو، خواهر کوچک‌تری به‌نام ام‌الحسین نیز داشته‌اند.

### همسران و فرزندان
زید، پس از کشته شدن عباس بن علی، با همسر وی (لبابه بنت عبیدالله) ازدواج کرد. او صاحب دو پسر و یک دختر به‌نام‌های محمد، حسن و نفیسه شد که از میان آنان، حسن صاحب نسل شد. عده‌ای هم بر این باورند که وی فرزند دیگری به‌نام یحیی داشته که در مصر مدفون است.